# 岡田至雄
岡田 至雄（おかだ よしお、1934年(昭和9年) - ）は、日本の社会学者、関西大学名誉教授。

## 来歴
広島県三原市出身。京都大学教育学部教育社会学卒、同大学院博士課程満期退学。立命館大学産業社会学部助教授、関西大学社会学部助教授、教授。2005年定年退任、名誉教授。2014年瑞宝中綬章受章。

## 著書
- 『社会調査の方法』ミネルヴァ書房 1969
- 『社会調査論』ミネルヴァ書房 1974
- 『レジャーの社会学』世界思想社 1982

### 共編著
- 『基礎社会学』徳岡秀雄共編著 福村出版 1986
- 『基礎社会学』増補2版 岩見和彦、徳岡秀雄共編著 福村出版 1998

### 翻訳
- R.F.トレッドゴールド『現代産業における人間関係 精神病理学的解明とその治療』森しげる共訳 雄渾社 翻訳選書 1966
- C.ベロー『企業の行動科学 第7 組織の社会学』ダイヤモンド社 1973

## 参考
- 『レジャーの社会学』著者紹介